# 65697 Paulandrew
65697 Paulandrew è un asteroide della fascia principale. Scoperto nel 1991, presenta un'orbita caratterizzata da un semiasse maggiore pari a 2,6379063 UA e da un'eccentricità di 0,1422041, inclinata di 2,67313° rispetto all'eclittica.
L'asteroide è dedicato a Paul Andrew Senegas-Lowe, figlio dello scopritore.